# 127° westerlengte
De meridiaan op 127° westerlengte (ten opzichte van de nulmeridiaan) is een lengtegraad, onderdeel van geografische positieaanduiding in bolcoördinaten. De lijn loopt vanaf de Noordpool naar de Noordelijke IJszee, Noord-Amerika, de Grote Oceaan, de Zuidelijke Oceaan en Antarctica naar de Zuidpool.
De meridiaan op 127° westerlengte vormt een grootcirkel met de meridiaan op 53° oosterlengte. De meridiaanlijn begint bij de Noordpool en eindigt bij de Zuidpool. De meridiaan op 127° westerlengte gaat door de volgende landen, gebieden of zeeën. 
| Land, gebied of zee    | Nauwkeurigere gegevens                               |
| ---------------------- | ---------------------------------------------------- |
| Noordelijke IJszee     |                                                      |
| Beaufortzee            |                                                      |
| Golf van Amundsen      |                                                      |
| Canada                 | Northwest Territories, Yukon, British Columbia       |
| Queen Charlotte Strait |                                                      |
| Canada                 | British Columbia - Malcolm-eiland en Vancouvereiland |
| Grote Oceaan           |                                                      |
| Zuidelijke Oceaan      |                                                      |
| Antarctica             | Niet-toegeëigend gebied in Antarctica                |